# Hausen am Tann
Hausen am Tann è un comune tedesco di 496 abitanti,, situato nel land del Baden-Württemberg.